# Arroyo Cardozo
El Arroyo Cardozo es un curso de agua uruguayo que atraviesa el departamento de Tacuarembó perteneciente a la cuenca hidrográfica del Río de la Plata.
Nace en la Cuchilla de Santo Domingo y desemboca en el río Negro tras recorrer alrededor de 23 km.